# Filipijnse verkiezingen 2004

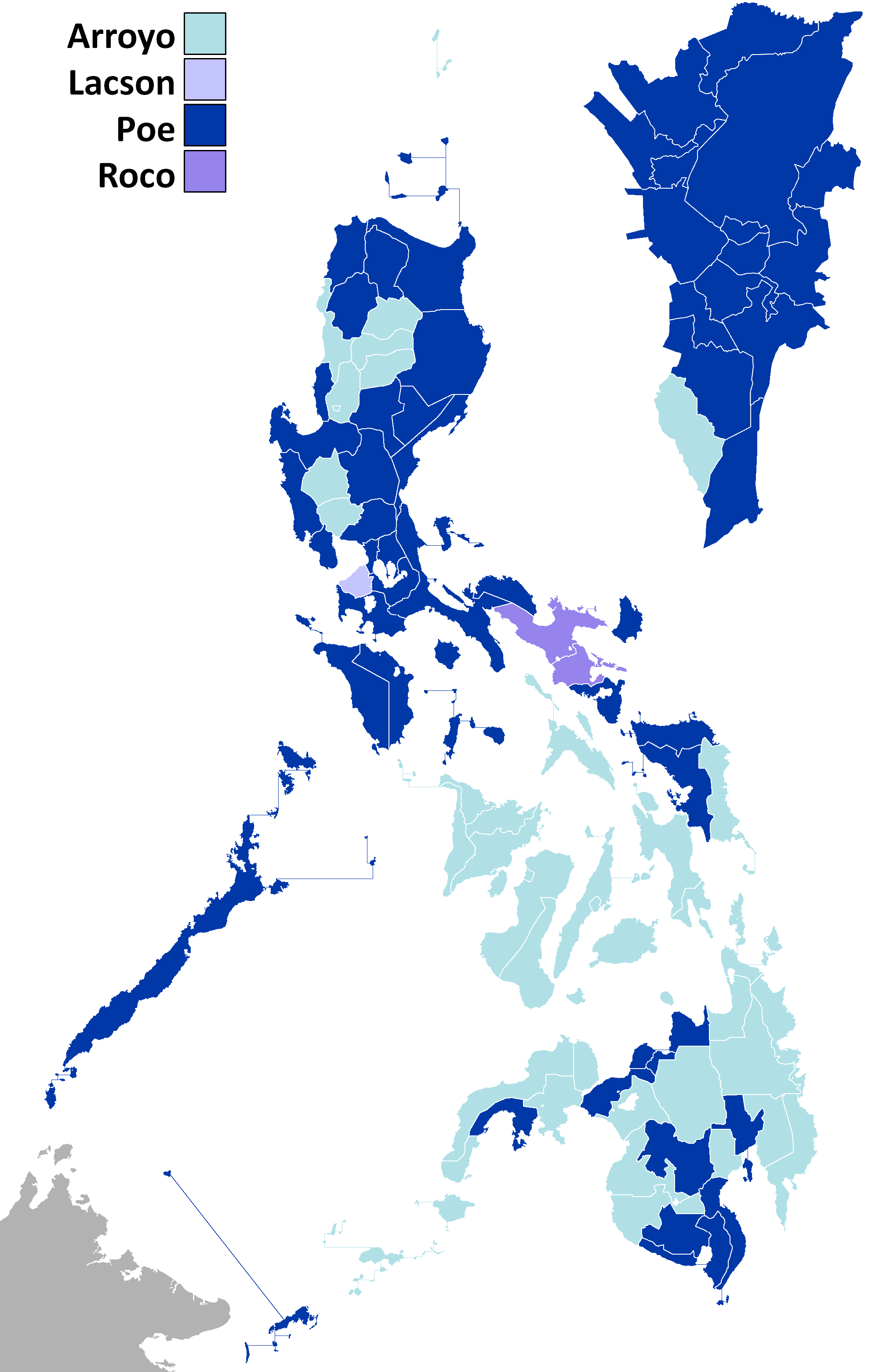
De resultaten van de presidentsverkiezingen geografisch weergegeven. De kleuren geven aan in welke provincies een kandidaat de meerderheid van de stemmen behaalde.

Op 10 mei 2004 werden de Filipijnse verkiezingen 2004 georganiseerd. Er waren op deze dag zowel landelijke als lokale verkiezingen. Landelijk werd gestemd voor de nieuwe president en vicepresident, alle afgevaardigden van het Huis van Afgevaardigden en de helft van de senatoren in het Senaat. Op lokaal niveau werden verkiezingen gehouden voor gouverneur, vicegouverneur en provinciebestuur op provinciaal niveau, voor burgemeesters, locoburgemeesters en stadsbesturen of gemeenteraden op stedelijk of gemeentelijk niveau. In totaal konden de ruim 43,5 miljoen stemgerechtigde Filipino's kiezen uit 50.794 kandidaten voor 17.717 beschikbare posities. Verantwoordelijk voor de uitvoering van de verkiezingen was het onafhankelijke orgaan COMELEC.
De presidentsverkiezingen werden gewonnen door de zittende president Gloria Macapagal-Arroyo die daarmee werd gekozen voor zes jaar tot 2010 als president met een marge van slecht iets meer dan een miljoen stemmen ten opzichte van haar grootste concurrent de populaire filmacteur Fernando Poe jr.. De nieuw gekozen senatoren en afgevaardigden vormden samen met de 16 tijdens de verkiezingen van 2001 gekozen senatoren het 13e Filipijns Congres.
De verkiezingen van 2004 waren opmerkelijk om een aantal redenen. Zo konden de relatief grote aantallen Filipino's als gevolg van de invoering van de Absentee Voting Bill in het buitenland nu ook stemmen. Het was bovendien de eerste verkiezing sinds de EDSA-revolutie in 1986 dat een zittende president zichzelf verkiesbaar stelde. Volgens de Grondwet van de Filipijnen is het niet mogelijk dat een president zich verkiesbaar stelt voor een tweede termijn. Gloria Macapagal-Arroyo was echter niet gekozen als president maar volgde president Joseph Estrada op, die na een corruptieschandaal in 2000 werd afgezet. Het laatste opmerkelijke feit met betrekking tot de presidentsverkiezing was dat de winnende presidentskandidaat en vicepresidentskandidaat voor het eerst sinds de verkiezingen van 1986 van dezelfde politieke partij waren.

## Presidentsverkiezing
De resultaten van de presidentsverkiezing van 2004:
| Nr. | Kandidaat               | Politieke partij                         | Aantal stemmen | Percentage (%) |
| --- | ----------------------- | ---------------------------------------- | -------------- | -------------- |
| 1.  | Gloria Macapagal Arroyo | Lakas-CMD / K4                           | 12.905.808     | 40,0%          |
| 2.  | Fernando Poe jr.        | KNP                                      | 11.782.232     | 36,5%          |
| 3.  | Panfilo Lacson          | Onafhankelijk (in eerste instantie: LDP) | 3.510.080      | 10,9%          |
| 4.  | Raul Roco               | Aksyon Demokratiko                       | 2.082.762      | 6,5%           |
| 5.  | Eduardo Villanueva      | Bangon Pilipinas Movement                | 1.988.218      | 6,2%           |
|     |                         |                                          | 32.269.100     | 100%           |

## Vicepresidentsverkiezing
Bij de vicepresidentsverkiezing ging de strijd tussen twee kandidaten. Noli de Castro won de verkiezingen uiteindelijk en werd vicepresident van de Filipijnen voor de periode van 2004 tot 2010.
| Nr. | Kandidaat       | Politieke partij               | Aantal stemmen | Percentage (%) |
| --- | --------------- | ------------------------------ | -------------- | -------------- |
| 1.  | Noli de Castro  | K4                             | 13.342.530     | 49,6%          |
| 2.  | Loren Legarda   | KNP                            | 12.505.777     | 46,5%          |
| 3.  | Herminio Aquino | Aksyon Demokratiko             | 920.316        | 3,4%           |
| 4.  | Rodolfo Pajo    | Partido Isang Bansa Isang Diwa | 22,244         | 0,1%           |
|     |                 |                                | 26,908,172     | 100%           |

## Senaatsverkiezingen
De resultaten van de Senaatsverkiezingen van 2004. De eerste twaalf zijn gekozen in het Filipijns Senaat voor de periode van 2004 tot en met 2010.
| Nr.           | Kandidaat                | Politieke partij                         | Aantal stemmen |
| ------------- | ------------------------ | ---------------------------------------- | -------------- |
| 1.            | Manuel Roxas II          | Liberal Party                            | 19.372.888     |
| 2.            | Ramon Revilla jr.        | Lakas-CMD                                | 15.801.531     |
| 3.            | Aquilino Pimentel jr.    | Koalisyon ng Nagkakaisang Pilipino (KNP) | 13.519.998     |
| 4.            | Jamby Madrigal           | Koalisyon ng Nagkakaisang Pilipino (KNP) | 13.253.692     |
| 5.            | Richard Gordon           | Lakas-CMD                                | 12.707.151     |
| 6.            | Pia Cayetano             | Lakas-CMD                                | 12.542.054     |
| 7.            | Miriam Defensor-Santiago | People's Reform Party                    | 12.187.401     |
| 8.            | Alfredo Lim              | Koalisyon ng Nagkakaisang Pilipino (KNP) | 11.286.428     |
| 9.            | Juan Ponce Enrile        | Koalisyon ng Nagkakaisang Pilipino (KNP) | 11.191.162     |
| 10.           | Jinggoy Estrada          | Koalisyon ng Nagkakaisang Pilipino (KNP) | 11.094.120     |
| 11.           | Manuel Lapid             | Lakas-CMD                                | 10.970.941     |
| 12.           | Rodolfo Biazon           | Liberal Party                            | 10.635.270     |
| 13.           | Robert Barbers           | Lakas-CMD                                | 10.624.585     |
| 14.           | Ernesto Maceda           | Koalisyon ng Nagkakaisang Pilipino (KNP) | 9.944.328      |
| 15.           | John Henry Osmeña        | Onafhankelijk                            | 9.914.179      |
| 16.           | Orlando Mercado          | Lakas-CMD                                | 8.295.024      |
| 17.           | Robert Jaworski          | Lakas-CMD                                | 6.921.425      |
| 18.           | Maria Anson-Roa          | Koalisyon ng Nagkakaisang Pilipino (KNP) | 5.873.845      |
| 19.           | Francisco Tatad          | Pwersa ng Masang Pilipino                | 5.718.740      |
| 20.           | Heherson Alvarez         | Onafhankelijk                            | 4.791.085      |
| 21.           | Ernesto Herrera          | Koalisyon ng Nagkakaisang Pilipino (KNP) | 4.612.036      |
| 22.           | Perfecto Yasay jr.       | Aksyon Demokratiko                       | 4.408.808      |
| 23.           | Frank Chavez             | Reporma-LM                               | 4.286.838      |
| 24.           | Carlos Padilla           | Onafhankelijk                            | 3.863.693      |
| 25.           | Salvador Escudero III    | Koalisyon ng Nagkakaisang Pilipino (KNP) | 3.780.469      |
| 26.           | Amina Rasul              | Koalisyon ng Nagkakaisang Pilipino (KNP) | 3.456.480      |
| 27.           | Jose Sonza               | Aksyon Demokratiko                       | 2.839.442      |
| 28.           | Parouk Hussin            | Lakas-CMD                                | 2.821.522      |
| 29.           | Didagen Dilangalen       | Koalisyon ng Nagkakaisang Pilipino (KNP) | 2.222.069      |
| 30.           | Melanio Mauricio jr.     | Aksyon Demokratiko                       | 1.144.279      |
| 31.           | Pilar Pilapil            | Onafhankelijk                            | 692.137        |
| 32.           | Eduardo Joson            | Aksyon Demokratiko                       | 631.041        |
| 33.           | Edgar Ilarde             | Onafhankelijk                            | 527.865        |
| 34.           | Nicanor Gatmaytan jr.    | Aksyon Demokratiko                       | 453.693        |
| 35.           | Olivia Coo               | Aksyon Demokratiko                       | 338.846        |
| 36.           | Oliver Lozano            | KBL                                      | 238.272        |
| 37.           | Alvin Almirante          | KBL                                      | 206.097        |
| 38.           | Ramon Montaño            | Partido Isang Bansa Isang Diwa           | 159.735        |
| 39.           | Matuan Usop              | Partido Isang Bansa Isang Diwa           | 137.376        |
| 40.           | Angel Rosario            | Partido Isang Bansa Isang Diwa           | 98.932         |
| 41.           | Ismael Aparri            | Partido Isang Bansa Isang Diwa           | 97.430         |
| 42.           | Norma Nueva              | KBL                                      | 96.129         |
| 43.           | Carmen Borja             | Partido Isang Bansa Isang Diwa           | 95.755         |
| 44.           | Pendatun Decampong       | Partido Isang Bansa Isang Diwa           | 94.713         |
| 45.           | Gerardo Del Mundo        | Onafhankelijk                            | 88.962         |
| 46.           | El Cid Fajardo           | Partido Isang Bansa Isang Diwa           | 79.471         |
| 47.           | Iderlina Pagunuran       | Partido Isang Bansa Isang Diwa           | 59.712         |
| 48.           | Arturo Estuita           | Partido Isang Bansa Isang Diwa           | 39.094         |
| bron: COMELEC |                          |                                          |                |